# Fauquier-Strickland
Fauquier-Strickland (offiziell Township of Fauquier-Strickland) ist eine Flächengemeinde im Nordosten der kanadischen Provinz Ontario. Das Township liegt im Cochrane District und hat den Status einer Single Tier (einstufigen Gemeinde).

## Lage
Fauquier-Strickland liegt im Nordosten der Provinz, in einem bewaldeten Gebiet mit vielen kleinen Seen und wird vom Groundhog River durchflossen. Der Siedlungsschwerpunkt mit der einzigen größeren geschlossenen Ansiedlung, der Ortsteil Fauquier, liegt im Zentrum der Gemeinde. Fauquier-Strickland liegt etwa 80 Kilometer Luftlinie nordwestlich von Cochrane bzw. etwa 650 Kilometer Luftlinie nördlich von Toronto.

## Bevölkerung
Der Zensus im Jahr 2016 ergab für die Gemeinde eine Bevölkerungszahl von 536 Einwohnern, nachdem der Zensus im Jahr 2011 für die Gemeinde noch eine Bevölkerungszahl von nur 530 Einwohnern ergeben hatte. Die Bevölkerung hat damit im Vergleich zum letzten Zensus im Jahr 2011 schwächer als der Trend in der Provinz um nur 1,1 % zugenommen, während der Provinzdurchschnitt bei einer Bevölkerungszunahme von 4,6 % lag. Im Zensuszeitraum von 2006 bis 2011 die Einwohnerzahl in der Gemeinde noch stark um 6,7 % abgenommen hatte, während die Gesamtbevölkerung in der Provinz um 5,7 % zunahm.

### Sprache
In der Gemeinde lebt eine große Anzahl von Franko-Ontariern. Bei offiziellen Befragungen im Rahmen des Zensus 2016 gaben mehr als 70 % der Einwohner an Französisch als Muttersprache oder Umgangssprache zu verwenden. Fauquier-Strickland gehört zu den Gemeinden mit einem sehr hohen Anteil an französischsprachigen Einwohnern. Auf Grund der Anzahl der französischsprachigen Einwohner gilt in der Gemeinde der „French Language Services Act“. Obwohl Ontario offiziell nicht zweisprachig ist, sind nach diesem Sprachgesetz die Provinzbehörden verpflichtet, ihre Dienstleistungen in bestimmten Gebieten auch in französischer Sprache anzubieten. Die Gemeinde selber gehört auch der Association française des municipalités d’Ontario (AFMO) an und fördert die französische Sprachnutzung ebenfalls auf Gemeindeebene.

## Verkehr
Fauquier-Strickland wird in Ost-West-Richtung durch den King’s Highway 11, welcher hier Teil des Trans-Canada Highway Systems ist, erschlossen. Außerdem durchquert eine Eisenbahnstrecke der Ontario Northland Railway, auf der nur Güterverkehr erfolgt, die Gemeinde. Durch die Ontario Northland Transportation Commission werden Busverbindungen mit verschiedenen anderen Orte angeboten.